# Polglisz
Polglisz (język polgielski, ang. Poglish, Polglish lub Ponglish, niem. Ponglisch) – mieszanka dwóch wyrazów lub zbitka wyrazowa słów w języku polskim i angielskim – opisuje efekt makaronicznego zmieszania elementów języka polskiego i angielskiego (morfemów, wyrazów, struktur gramatycznych, części składni, idiomów itp.) w ramach jednej wypowiedzi lub użycie fałszywych przyjaciół lub wyrazów pokrewnych o wspólnym rdzeniu etymologicznym. Takie złączenie lub zmieszanie polskich i angielskich elementów, kiedy występuje w obrębie pojedynczego wyrazu, terminu lub frazy (np. w słowie hybrydowym) może nieumyślnie lub celowo utworzyć neologizm.
Polglisz występuje powszechnie wśród osób dwujęzycznych polsko-angielskich; jest oznaką szerszego zjawiska, jakim jest interferencja językowa. Podobnie jak w przypadku mieszania innych par języków, skutki wypowiadania się w polgliszu (ustnie lub pisemnie) mogą czasami być mylące, zabawne lub zawstydzające.
Powstało kilka zbitek wyrazowych, łączących słowa „polski” (Polish) i „angielski” (English). Po Polglish (wzmianki od 1975 r.) nastąpił Pinglish (1984), Polilish (1997), Ponglish (2002) i Poglish (2006).
Przykładem jest wyrażenie używane przez niektórych rodzimych użytkowników języka polskiego do określenia mieszania elementów języka polskiego i angielskiego w mowie lub piśmie to „Half na pół” („Pół na pół”).
W odmiennym ujęciu polglisz to interjęzyk używany przez rodzimych użytkowników języka polskiego mówiących po angielsku, czyli język angielski z błędami będącymi naleciałościami z polszczyzny.

## Błędna metafraza
Jedno z dwóch głównych podejść w tłumaczeniu, metafrazę, nazywaną również ekwiwalencją, tłumaczeniem dosłownym lub „tłumaczeniem słowo w słowo” należy stosować z ostrożnością zwłaszcza gdy odnosi się do idiomów. Madeleine Masson w biografii polskiej agentki S.O.E. z okresu II wojny światowej, Krystyny Skarbek, cytuje ją mówiącą, że „leży na słońcu” i przypuszcza, że jest to dosłowne tłumaczenie z polskiego. Rzeczywiście, polski idiom „leżeć na słońcu” („to lie on the sun”, czyli opalać się) jest nawet mniej absurdalny niż jego angielski odpowiednik „to lie in the sun” (leżeć w słońcu).

## Fałszywi przyjaciele
Niektóre błędne zamienniki leksemiczne stworzone przez Polonię – członków polskiej diaspory – można przypisać nie błędnej metafrazie, ale pomieszaniu podobnych słów (błędne zbitki wyrazowe lub fałszywi przyjaciele) które nie dzielą wspólnej etymologii ani znaczenia. W związku z tym, część Polaków mieszkających w krajach anglojęzycznych, chcąc „zrealizować czek” powie błędnie „kasować czek” („to cancel a check”) zamiast poprawnego „to cash a check”.

## Kalki łacińskie
Nieproporcjonalnie duża część polskich zwrotów posiada dokładne odpowiedniki w języku angielskim, co można wyjaśniać tymi samymi łacińskimi korzeniami, z których oba indoeuropejskie języki czerpały od średniowiecza.

## Polglisz w Chicago
Część polskich emigrantów w Chicago – zwłaszcza ci, którzy mieszkają tam od dawna – posługują się polgliszem na co dzień. Najczęściej występującą cechą stosowanego przez nich języka jest polonizacja angielskich wyrazów. Polski emigrant, który próbowałby używać tej mieszanki polskiego i angielskiego w Polsce, miałby trudności w byciu zrozumianym.

## Polglisz w kulturze masowej
Powieść Anthony’ego Burgessa Mechaniczna pomarańcza (ang. A Clockwork Orange) została przetłumaczona w Polsce przez Roberta Stillera w dwóch wersjach: jedną przetłumaczono z oryginalnej mieszanki angielsko-rosyjskiej na mieszankę polsko-rosyjską jako Mechaniczna pomarańcza, wersja R (A Mechanical Orange, version R); drugą przetłumaczono jako mieszankę polsko-angielską: Nakręcona pomarańcza, wersja A (A Wind-Up Orange, version A). Wersja polsko-angielska jest trafnym przykładem tekstu w polgliszu.
Telewizja BBC Look North (East Yorkshire and Lincolnshire) stworzyła reportaż na temat polglisza w Bostonie (Lincolnshire), który posiada dużą polską populację.
W języku polskim istnieje duża liczba neologizmów pochodzenia angielskiego, używana głównie przez polską młodzież. Fonetycznie czytane angielskie wyrazy takie jak „szoping” [ˈʃɔpiŋk] („shopping”), są elementem slangu.